# جامع الحميدي (طرابلس)
جامع الحميدي البلد

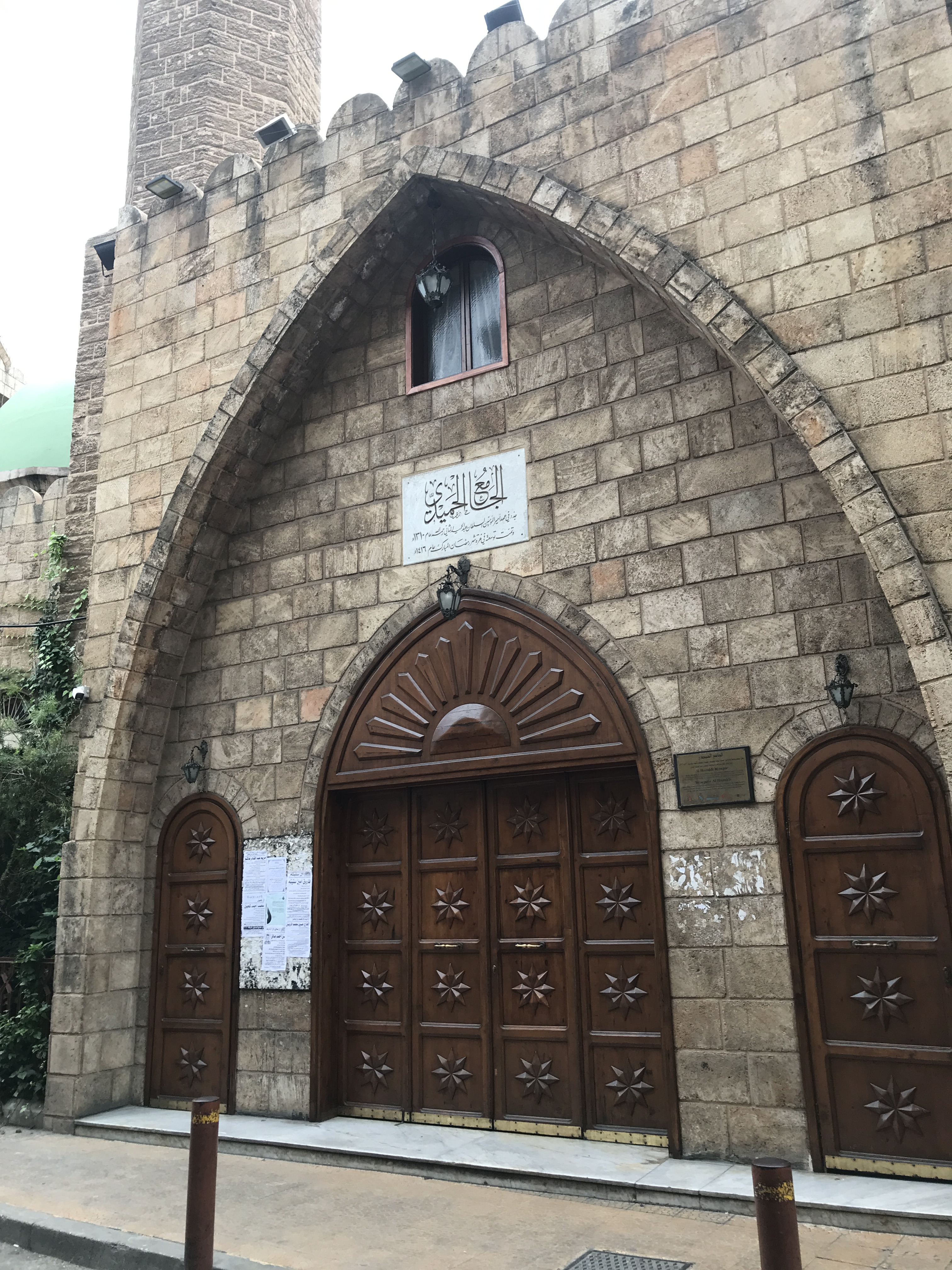

ويقع هذا الجامع في جوار حارة النصارى، غربي خان العسكر بالقرب من محلة الدباغة. وهناك ترجيح بأن يكون جامع الدباغين هو جامع التفاحي نفسه أي الحميدي، وأنّه عرف بهذا الاسم نظراً لوقوعه بجوار منطقة الدباغين ونظراً لتجديد بنائه من قبل شيخ الدباغين في طرابلس، بعدما تهدّم سنة 912هـ/1507م.
وبناء على ذلك يمكن القول إن هذا الجامع كان يعرف في أواخر العصور المملوكية بجامع الدباغين ثم عرف في القرن السابع عشر باسم جامع التفاح أو التفاحي، ثم نسب عام 1310هـ إلى السلطان عبد الحميد، فعرف بالحميدي، بعد أن تمّ تجديده في عهده.
وإذا صح ذلك فيكون الجامع من الجوامع المملوكية. ويؤيد ذلك ما نسبه إليه التميمي من كتابات أثرية، وهي مرسوم صادر عن السلطان الأشرف قائتباي سنة 882هـ/1477م، أمر فيه بإبطال المكوس المفروضة على جماعة الدباغين. هذا بالإضافة إلى كتابة نقلها التميمي أيضاً وذكر أنّها ترجع إلى عام 912هـ/1507م، أي إلى عهد السلطان قانصوه الغوري آخر سلاطين المماليك في بلاد الشام.
والجامع القائم اليوم، هو عبارة عن بيت للصلاة يتألّف من ثلاثة أقسام، أو ثلاثة بيوت للصلاة تفصل بينها جدران داخلية، ويصل بعضها ببعض بابان ضيقان ولا أثر للكتابة المملوكية على جدرانه. أمّ الأبيات الشعرية العائدة للعام 1310هـ فهي تعلو مدخل القسم الأوسط، مما يعني أن هذا القسم هو الذي أنشئ في عهد السلطان عبد الحميد الثاني، أمّا القسمان الجانبيان فقد أقيما في وقت لاحق، وكانت عمارة القسم القبلي منهما من حوالي سنتين فقط أي حوالي عام 1984.
سمي “حميدي البلد” لوجود جامع آخر في الميناء باسمه..